# Montescudaio rosso
Il Montescudaio rosso è un vino DOC la cui produzione è consentita nella provincia di Pisa.

## Caratteristiche organolettiche
- colore: rosso rubino scarico.
- odore: vinoso, morbido, leggermente fruttato, sentore primario: tabacco.
- sapore: asciutto, di giusto corpo, mediamente tannico, armonico.

## Produzione
Provincia, stagione, volume in ettolitri
- Pisa  (1990/91)  2762,52
- Pisa  (1991/92)  1690,25
- Pisa  (1992/93)  3560,9
- Pisa  (1993/94)  3306,1
- Pisa  (1994/95)  2486,4
- Pisa  (1995/96)  1767,67
- Pisa  (1996/97)  2171,05